# 爱之谷圣母教堂
爱之谷圣母教堂（法语：Chapelle Notre-Dame du Val d'Amour）是法国阿列日省贝莱斯塔的一座圣母朝圣圣地。教堂内部装饰有画家雷内·拉拉-盖亚尔（René Lala-Gaillard）绘制的湿壁画。

## 地理位置
爱之谷圣母教堂位于贝莱斯塔市镇公墓附近，坐落在D117省道（巴约讷-佩皮尼昂通道）旁。

## 建筑概况
教堂建于一座孤立小丘的脊线上，周围环绕着椴树和法国梧桐。其正对面的山丘上坐落着佩沙菲卢庄园（manoir de Pechafilou），两者隔着“爱之谷”遥相呼应。和大多数古老宗教建筑一样，教堂坐西朝东。它设有两个门户：西门通向一处带阴凉的草坪平台，南门则面朝佩沙菲卢庄园。教堂与公墓相邻，圣器室位于祭坛后方，从唱詩班座位，部分空间延伸至公墓范围。
整座建筑使用水泥砌成，其色泽、形制和材质的差异表明经历过多次改建。外墙嵌有铭文，两块位于门楣上，其余散布于窗户之间。
教堂下方设有一座地下圣堂，传说中藏有一眼圣泉，被认为具有治愈奇效。

## 历史
关于教堂的最早文字记载见于1318年编撰的《米尔普瓦新教区教堂名单》，但其实存在时间应更早。当时，教堂即为本地教区教堂。1334年，法国国王腓力六世在一封信函中将米尔普瓦牧师教会财产置于王室保护，该信中提到“爱之谷圣母教堂”及其后方的公墓。此外，该文献还记载了一位名为皮埃尔·福孔（Pierre Faucon）的神父。
16世纪中叶，贝莱斯塔领主——勒维-莱朗家族（de Lévis-Léran）皈依新教。约1559年，来自莱朗、拉巴斯蒂德-迪皮拉和兰布拉萨克的胡格諾派教徒摧毁了爱之谷教堂。贝莱斯塔当时正处于新教控制之下。教堂的装饰被毁，钟被拆除，墙体部分被破坏。1567年，贝莱斯塔脱离勒朗，成为奥杜勋爵让-克洛德·莱维-莱朗（Jean-Claude Lévis-Léran）的领地。他是胡格诺派领袖之一，亦为亨利四世的亲信。从1569年至1599年，他在贝莱斯塔禁止天主教活动，并将圣布莱斯教堂改为新教教堂。
1676年，教堂重建工程启动，其外墙上的铭文为证。此时天主教在贝莱斯塔重新确立，圣布莱斯教堂恢复为主教堂，爱之谷圣母教堂则成为圣母朝圣与敬拜中心。
在法国大革命期间（1789–1793年），教堂被洗劫，钟亦被拆除。
1822年8月9日，教堂遭遇火灾，摧毁了绘有圣经图案的木质穹顶、家具、還願物，以及圣母雕像与其首饰。村民自1824年起开始修复，历时三年完成。

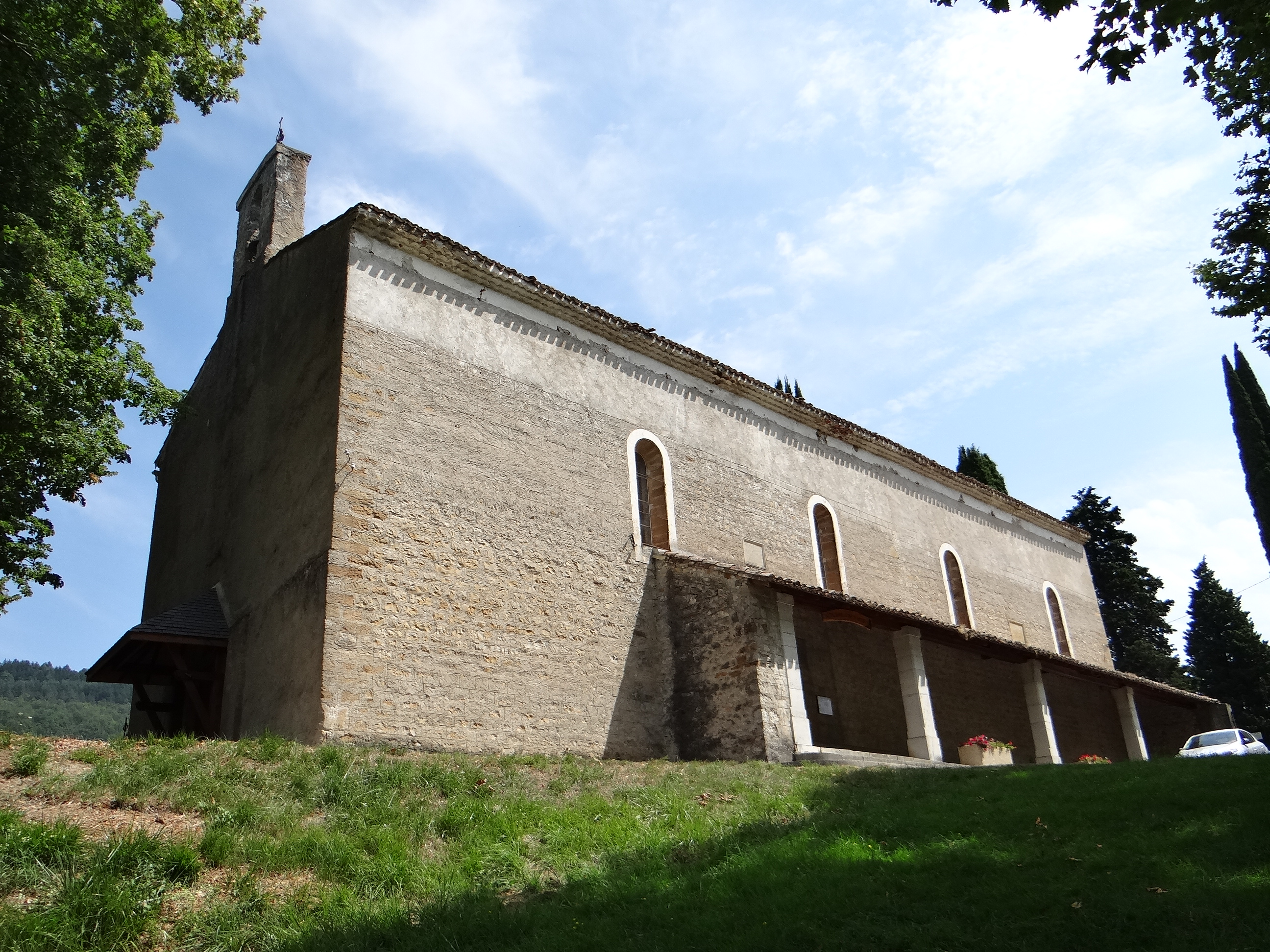

新的天花板由木格和灰泥制成；西侧增建了唱经楼与祭坛背板，教堂后部也增建了圣器室。修缮工程资金来自各方捐赠：罗什富科公爵（贝莱斯塔森林的主人）捐赠了木材；法国王储昂古萊姆公爵路易-安托萬捐资500法郎，铸造新钟“皇储钟”。同一时期，教堂北侧公墓平台也得以扩建。
1830年，为方便朝圣者进入地下圣堂，建成了一座通道阶梯。此时的教堂基本成型，呈仿罗曼式建筑风格，虽然无鲜明特征，整体为单一中殿结构，长30米，宽12米，高10米。

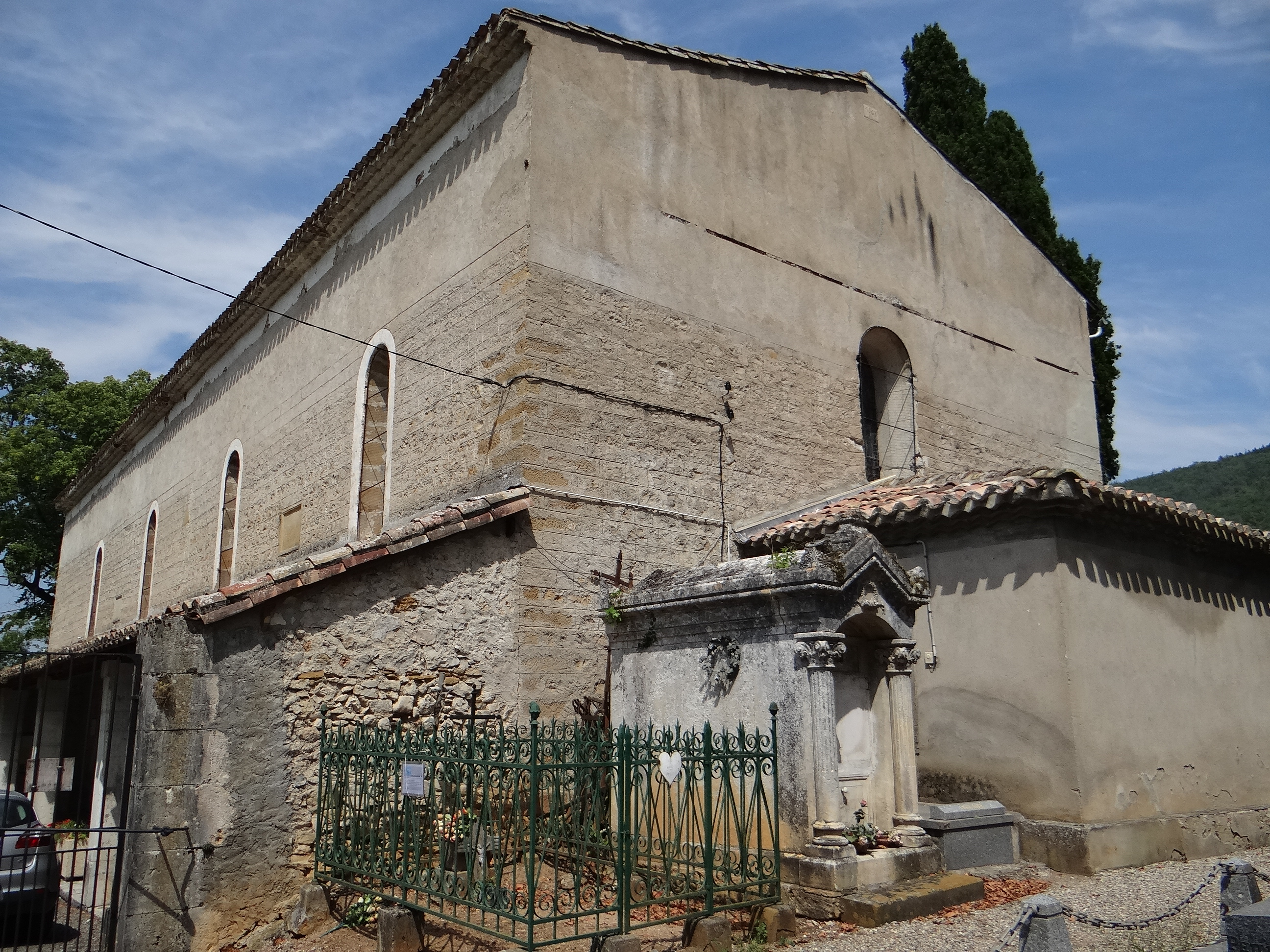

1834至1943年间，公墓多次扩建。1871年，小道旁种植了梧桐树。1890年，地下圣堂为接待更多朝圣者而重修，同年，后殿安装了由玻璃艺术家保罗·沙隆（Paul Chalon）制作的彩窗。1895年，教堂南侧增建了门廊，支撑墙上设有石凳，外墙重新粉刷，檐口亦予以翻修。
1943至1954年，市政当局组织进行多项石工维修。1943年3月5日，教堂被列为阿列日省受保护历史遗址。
1949年，教堂内部由画家雷内·拉拉-盖亚尔重新装饰，并安装了由玻璃工艺师安托万·贝萨克 （Antoine Bessac）制作的新彩窗。

## 信仰与庆典
根据医生吉博（Dr. Guibaud）1866年所记载的一则古老传说，教堂的起源与其圣母属性息息相关。传说古时有一位病重贫穷的牧羊人，在现今教堂所在之地放牧。他在泉水边饮水并清洗伤口，圣母玛利亚显现，并劝他在泉中沐浴伤口。翌日，他的溃疡奇迹般痊愈。村民得知此事后，便在圣泉上建起了一座小堂与祭坛。后来，一位贵妇从远方前来，为其失明女儿祈福。弥撒期间，在圣体高举之刻，女孩重获光明。为报答圣母的恩典，贵妇出资建造了更宏伟的教堂。这便是“爱之谷圣母教堂”的传说起源。
作为朝圣之地，教堂长期吸引众多病患前来祈祷。他们常举行九日敬礼（neuvaine），病愈后便将象征患病部位的蜡像悬挂于教堂，以示感谢。
1676年重建后，贝莱斯塔本堂神父皮埃尔·德·马赞（Pierre de Mazin）恢复了古老的朝圣与宗教游行传统。至今，该传统仍延续不辍。每年圣神降临节（Pentecôte）的星期一，贝莱斯塔及周边地区的信众会举行隆重的朝圣游行，队伍自圣布莱斯教堂出发，沿基扬大道前往爱之谷圣母教堂。游行队伍由持旗儿童开路，随后是抬着圣人胸像的妇女与少女、神职人员、乐团、信众及圣母敬礼者。仪式结束后，队伍循山道返回村庄。
此外，每年在部分宗教节日，如圣母升天节、耶稣升天节、万灵节次日及九月圣母诞辰庆典等，亦会在爱之谷圣母教堂举行弥撒。